# GSC1982-2050
GSC1982-2050 — хімічно пекулярна зоря спектрального класу A0, що має видиму зоряну величину в смузі V приблизно 11,7.
Вона  розташована на відстані близько 1347,8 світлових років від Сонця.

## Пекулярний хімічний склад
Зоряна атмосфера GSC1982-2050 має підвищений вміст 
Si
.